# Diego Dávila Coello y Pacheco
Diego Dávila Coello y Pacheco, Marqués de Navalmorquende, Señor de Cardiel, el Bodón, Montalvo, el Hito y Villar de Cañas (* um 1620 in Spanien; † um 1680) war ein spanischer Offizier und Kolonialverwalter, der von 1667 bis 1670 vorübergehend als Gouverneur von Chile amtierte.

## Leben
Dávila kam als Sohn von Gonzalo Dávila Coello und seiner Frau Mariana de Castilla y Pedrosa in Spanien zur Welt. Er heiratete Maria Teresa de Vilhena, die Tochter des Vizekönigs von Sizilien, Francisco de Melo.
In Spanien durchlief er mehrere Positionen in der Administration, bis er zum Befehlshaber der Garnison von Callao in Peru berufen wurde. Um dieses Amt zu übernehmen, kam er im November 1667 nach Lima, wurde aber dort vom neuen Vizekönig Pedro Antonio Fernández, dem Conde de Lemos als Interimsgouverneur nach Chile entsandt, nachdem die Vorwürfe gegen Francisco de Meneses Brito zu dessen Absetzung geführt hatten. Am 27. März 1668 erreichte er Santiago.
Zu seinen ersten Amtspflichten zählte das umfangreiche Gerichtsverfahren gegen seinen Vorgänger, das drei Jahre lang dauern sollte. Dávila mühte sich, die Verwaltung wieder in geordnete Bahnen zu führen. Er förderte Landwirtschaft und Weinbau und verhinderte die Abwanderung von Landarbeitern durch das Verbot, Sklaven aus Chile in benachbarte Provinzen zu verkaufen.
Am 13. Mai 1668 verließ er Santiago und machte sich auf den Weg nach Süden, wo die Kolonialherren sich in einem dauerhaften Krieg mit den Mapuche befanden. Dort befehligte er gemeinsam mit seinem Maestre de Campo, Ignacio Carrera, 1668 und 1669 die Kampfhandlungen gegen die aufständischen Indianer.
Anfang 1670 ließ ihn der Vizekönig nach Lima rufen, weil er eine Berufung auf einen regulären Gouverneursposten durch die Regentin Maria Anna erwartete. Er übergab das Amt bis auf weiteres an Diego González Montero und reiste von Concepción ab. Er kehrte nie nach Europa zurück und hinterließ keinen Erben.